# Tetranychus
Tetranychus är ett släkte av spindeldjur som beskrevs av Dufour 1832. Tetranychus ingår i familjen Tetranychidae.

## Dottertaxa tillTetranychus, i alfabetisk ordning[1][2]
- Tetranychus abacae
- Tetranychus adensis
- Tetranychus afrindicus
- Tetranychus agropyronus
- Tetranychus amazonensis
- Tetranychus amicus
- Tetranychus andrei
- Tetranychus angolensis
- Tetranychus arecana
- Tetranychus arifi
- Tetranychus armeniaca
- Tetranychus armipenis
- Tetranychus atriplexi
- Tetranychus attiahi
- Tetranychus axinitus
- Tetranychus bambusae
- Tetranychus bambusicola
- Tetranychus bastosi
- Tetranychus bellottii
- Tetranychus bengali
- Tetranychus berryi
- Tetranychus bondarenkoi
- Tetranychus browningi
- Tetranychus bunda
- Tetranychus canadensis
- Tetranychus chaeropus
- Tetranychus cobrensus
- Tetranychus cocosi
- Tetranychus cocosinus
- Tetranychus collyerae
- Tetranychus desertorum
- Tetranychus dianellae
- Tetranychus dunhuangensis
- Tetranychus eharai
- Tetranychus elsae
- Tetranychus elytropappi
- Tetranychus escolasticae
- Tetranychus evansi
- Tetranychus eyrewellensis
- Tetranychus ezoensis
- Tetranychus fernandezi
- Tetranychus ferox
- Tetranychus fijiensis
- Tetranychus flechtmanni
- Tetranychus frater
- Tetranychus fraternus
- Tetranychus gardeniae
- Tetranychus geminatus
- Tetranychus gigas
- Tetranychus gladioli
- Tetranychus gloveri
- Tetranychus graminae
- Tetranychus graminivorus
- Tetranychus gutturosus
- Tetranychus homorus
- Tetranychus huhhotensis
- Tetranychus hypogaeae
- Tetranychus impatiensa
- Tetranychus incestificus
- Tetranychus ipomoeae
- Tetranychus ismaili
- Tetranychus kaliphorae
- Tetranychus kanzawai
- Tetranychus katbergensis
- Tetranychus lambi
- Tetranychus lintearius
- Tetranychus lombardinii
- Tetranychus lonicerae
- Tetranychus ludenensis
- Tetranychus ludeni
- Tetranychus macfarlanei
- Tetranychus magnoliae
- Tetranychus malaysiensis
- Tetranychus malvae
- Tetranychus margaretae
- Tetranychus marianae
- Tetranychus mcdanieli
- Tetranychus megauncinatus
- Tetranychus merganser
- Tetranychus mesembryanae
- Tetranychus mexicanus
- Tetranychus misumaiensis
- Tetranychus mkuziensis
- Tetranychus montrouzieri
- Tetranychus moutensis
- Tetranychus muricatus
- Tetranychus musae
- Tetranychus musus
- Tetranychus nakahari
- Tetranychus neocaledonicus
- Tetranychus neopolys
- Tetranychus nikolskii
- Tetranychus obsequiosus
- Tetranychus ogmophallos
- Tetranychus okinawanus
- Tetranychus pacificus
- Tetranychus pafuriensis
- Tetranychus palmidectes
- Tetranychus pamiricus
- Tetranychus panici
- Tetranychus papayae
- Tetranychus paraguayensis
- Tetranychus parakanzawai
- Tetranychus paschoali
- Tetranychus phaselus
- Tetranychus piercei
- Tetranychus polygoni
- Tetranychus polys
- Tetranychus przhevalskii
- Tetranychus pueraricola
- Tetranychus puschelii
- Tetranychus recki
- Tetranychus rhagodiae
- Tetranychus ricini
- Tetranychus riopretensis
- Tetranychus robustus
- Tetranychus rooyenae
- Tetranychus roseus
- Tetranychus salasi
- Tetranychus salsolae
- Tetranychus sawzdargi
- Tetranychus sayedi
- Tetranychus schoenei
- Tetranychus shanghaiensis
- Tetranychus shihlinensis
- Tetranychus similis
- Tetranychus singularis
- Tetranychus sinhai
- Tetranychus sphacelatum
- Tetranychus taiwanicus
- Tetranychus tchadi
- Tetranychus triangularis
- Tetranychus truncatus
- Tetranychus tumidellus
- Tetranychus tumidosus
- Tetranychus tumidus
- Tetranychus turkestani
- Tetranychus udaipurensis
- Tetranychus umalii
- Tetranychus urticae
- Tetranychus wainsteini
- Tetranychus viticis
- Tetranychus yuccae
- Tetranychus yusti
- Tetranychus zaheri
- Tetranychus zambezianus
- Tetranychus zamithi
- Tetranychus zeae